# 拉沙河 (克罗地亚)
45°01′59″N 14°02′50″E / 45.0330°N 14.0471°E

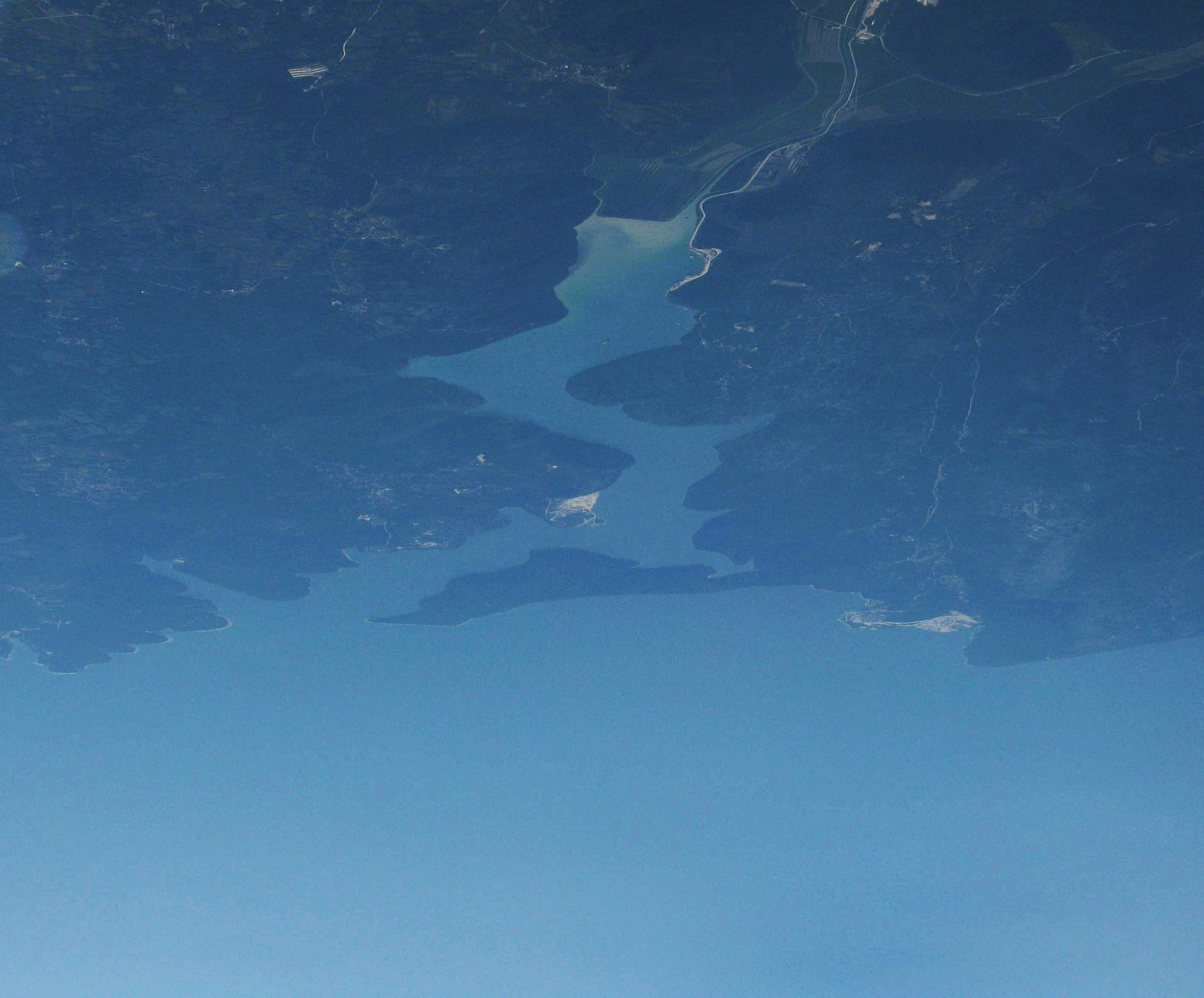

拉沙河是克羅地亞的河流，位於該國西部伊斯特拉縣，河道全長23公里，流域面積279平方公里，河口處在亞得里亞海，支流有克拉潘斯基波托克河。